# زرنبوك
زرنبوك أو زهرة الثلج (الاسم العلمي Chionanthus)، جنس أشجار وشجيرات ونبات برية تزيينية من فصيلة الزيتونيات. جذوعها أسطوانية. فروعها وأفنادها مبططة. أوراقها عابلة متقابلة بسيطة النصل الجلدي. أزهارها عثكولية التجميع، ثلاثية التركيب، بيضاء اللون.